# Grote netmurene
De grote netmurene (Gymnothorax favagineus) is een murene die voorkomt in en rond de Indische Oceaan en een lengte kan bereiken van 3 meter. Hij wordt ook wel de luipaardmurene genoemd.

## Beschrijving
Gymnothorax favagineus is een grote murene die een maximale lengte kan bereiken van 3 meter en een gewicht van 18 kg, echter zijn de exemplaren die men gewoonlijk tegenkomt veel kleiner. Zijn slangachtige lichaam heeft een wit tot gelige achtergrondkleur met talloze zwarte vlekken die verschillen in grootte en vorm. De grootte en vorm is zelfs afhankelijk van het individu en de omgeving waarin de dieren leven. Als voorbeeld hebben murenen die leven op een rif met helder water minder zwarte vlekken dan murenen die leven in een troebele omgeving.
De rug-, staart- en aarsvin zijn vergroeid tot een enkele vin. Murenen hebben geen borst- of buikvinnen. Ze hebben geen schubben en hun huid is beschermd door een slijmlaag.
De murene blijft overdag verscholen in een holte, met hoogstens de kop naar buiten. Ze zijn vooral te vinden rond de 1,45 m diepte verstopt tussen hellingen van koraalriffen. Daar opent en sluit hij de bek om doorstroming van de kieuwen te bevorderen. 's Nachts foerageert de murenen tot diepten van 45 m op zoek naar prooi. Dit zijn vooral inktvissen maar ook vissen. De murene heeft een sterk ontwikkeld geurorgaan dat wordt gebruikt om prooien op te sporen.
De soort heeft twee rijen tanden op elke kaak. De voorste tanden zijn lang en puntig en dienen om een prooi te grijpen. De tweede rij tanden bevindt zich dieper in de keel en dient om de prooi naar binnen te trekken.

## Verspreiding
De grote netmurene is wijdverspreid in het Indo-West Pacifische gebied van de oostkust van Afrika, inclusief de zuidelijke Rode Zee, tot Papoea-Nieuw-Guinea en van Zuid-Japan tot het Groot Barrièrerif.

## Relatie tot de mens
De grote netmurene is niet agressief naar duikers toe. Een defensieve beet is wel mogelijk. Hoewel de beet niet giftig is, kunnen de tanden van de murene wel bacteriën bevatten die een infectie kunnen veroorzaken.